# Джордж Г'юм
Джордж Г'юм (англ. George Hume; нар. 16 грудня 1862, м.Единбург, Шотландія, Велика Британія — пом. 14 лютого 1936, м.Ноттінгем, Англія, Велика Британія) — шотландський шаховий композитор, член клубу шахових композицій «Good Companion», автор більш як 300 композицій та ретроспективних аналізів. Займався виданням книг з «Різдвяної серії» Алена Кемпбелла Вайта.

## Життєпис
Джордж Г'юм товаришував з американським шаховим композитором Аленом Кемпбеллом Вайтом. Брав активну участь у публікації книг з шахової композиції «Різдвяної серії» Алена Кемпбелла Вайта. Після відходу Алена Вайта від активної діяльності займався зберіганням та поповненням його колекції.